# ASC Sonalec
Der ASC Sonalec (auch ASC Sonelec) ist ein mauretanischer Fußballverein aus Nouakchott, der Hauptstadt des Landes. Zu den größten Erfolgen des Vereins zählt der Gewinn der Meisterschaft im Jahr 1995, darüber hinaus konnte man 1997 und 1998 den Pokal gewinnen. Momentan spielt der Verein unterklassig, die genaue Liga ist nicht bekannt.

## Erfolge
- Meisterschaften: 1

1995
- Pokal: 2

1997, 1998

## Statistik in den CAF-Wettbewerben
| Wettbewerb             | Runde         | Gegner         | Hinspiel | Rückspiel |  |
| ---------------------- | ------------- | -------------- | -------- | --------- |  |
|                        |               |                |          |           |  |
| CAF Champions Cup 1996 | Qualifikation | Boavista Praia | n. a.    | n. a.     |  |

- 1996: Der Verein zog seine Mannschaft nach der Auslosung zurück.